# Philipp Sonntag
Philipp Sonntag (Bad Warmbrunn, 1 januari 1941) is een Duits acteur, komiek, scenarioschrijver, regisseur en auteur.

## Biografie
Sonntag is geboren in 1941 te Bad Warmbrunn, het huidige Cieplice Śląskie-Zdrój (Polen). Hij voltooide de Akademie der Bildenden Künster (Academie voor beeldende Kunst) in München. Na zijn opleiding speelde hij diverse theaterrollen in een groot aantal theaters in Duitsland, echter zijn nationale bekendheid kwam door zijn rol in de Duitse kinderserie Das feuerrote Spielmobil. Als acteur speelde hij in meer dan vijftig TV- en filmproducties en kreeg in 2004 de Duitse cabaretprijs uitgereikt (Deutschen Kleinkunstpreis). 
Sonntag bracht in 2009 zijn eerste boek uit met de titel Ketzermusical.

## Filmografie (selectie)
- 1965: Mach's Beste draus
- 1967: Wilder Reiter GmbH
- 1969: Kuckucksei im Gangsternest
- 1969: Die Ratten
- 1972: Hochzeitsnacht-Report
- 1972: Benjamin – Ein Meister fällt vom Himmel
- 1972: Lilli - die Braut der Kompanie
- 1979: Blauer Himmel, den ich nur ahne
- 1981: Die Momskys oder Nie wieder Sauerkraut (ook regie)
- 1993: Ein Mann am Zug
- 1995–1996: Die Viersteins (comedyserie)
- 1995: Der Komödienstadel - Die Wadlbeisser von Traxlbach
- 1996: Der Komödienstadel - Minister gesucht
- 1999: Der Komödienstadel - Lachende Wahrheit
- 2001: Der Verleger
- 2002: Das Lachgespenst
- 2002: Polizeiruf 110 - Um Kopf und Kragen
- 2003: Alt und durchgeknallt (comedyserie)
- 2004: Das Zimmermädchen und der Millionär
- 2004: Tatort – Vorstadtballade
- 2004: Polizeiruf 110 - Die Maß ist voll
- 2005: Eine Prinzessin zum Verlieben
- 2005: Marias letzte Reise
- 2005: Ein Kuckuckskind der Liebe
- 2005: Tatort – Tod auf der Walz
- 2005: Tatort – Atemnot
- 2006: Tatort - Das verlorene Kind
- 2006: Schuld und Rache
- 2006: Hunde haben kurze Beine
- 2007: Vorne ist verdammt weit weg
- 2007: Das große Hobeditzn
- 2007: Verbotene Liebe
- 2007: Eine folgenschwere Affäre
- 2007: Wenn Liebe doch so einfach wär’
- 2007: Tatort – A gmahde Wiesn
- 2007: Tatort  – Bevor es dunkel wird
- 2007–2012: Sturm der Liebe
- 2008-2017, 2019: Lindenstraße
- 2008: Das Geheimnis des Königssees
- 2008: Wenn wir uns begegnen
- 2009: Dora Heldt: Urlaub mit Papa
- 2009: Die Rosenheim-Cops – Der Tod aus dem All
- 2009: Nichts als Ärger mit den Männern
- 2010: Das Glück kommt unverhofft
- 2012: Dora Heldt: Kein Wort zu Papa
- 2011–2012: Schloss Einstein
- 2012: Die Rosenheim-Cops – Anruf für eine Leiche
- 2014: Grand Budapest Hotel
- 2014: Meine Frau, ihr Traummann und ich
- 2016: Sanft schläft der Tod (televisiefilm)
- 2016: Heldt – Jagd auf roter Pullover
- 2018: Kreuzfahrt ins Glück – Hochzeitsreise nach Norwegen
- sinds 2018: Zimmer mit Stall (televisieserie)
- 2019: Aktenzeichen XY ungelöst
- 2019: Morden im Norden – Aus Liebe
- 2020: In aller Freundschaft – Metamorphosen
- 2021: Inga Lindström: Hochzeitsfieber
- 2021: Das Weiße Haus am Rhein
- 2023: Tierärztin Dr. Mertens – Ankommen